# Dichroa hirsuta
Dichroa hirsuta är en hortensiaväxtart som beskrevs av François Gagnepain. Dichroa hirsuta ingår i släktet Dichroa och familjen hortensiaväxter. Inga underarter finns listade i Catalogue of Life.